# Chrysiptera biocellata
Chrysiptera biocellata är en fiskart som först beskrevs av Jean René Constant Quoy och Joseph Paul Gaimard 1825.  Chrysiptera biocellata ingår i släktet Chrysiptera och familjen Pomacentridae. Inga underarter finns listade i Catalogue of Life.